# Втрати силових структур внаслідок російського вторгнення в Україну (грудень 2024)
У статті наведено список втрат українських військовослужбовців у російсько-українській війні за грудень 2024 року (включно).

## Список загиблих за грудень 2024 року

### 1 грудня
- Грабовецький Василь — 1 червня 1971, с. Жуків.[2]
- Кириченко Артем Андрійович — м. Тернопіль.[3]
- Козькін Костянтин — 1981 р.н., м. Нововолинськ. Загинув в Курській області.[4]
- Куценко Богдан — 24.04.1998 р.н., с. Мар'янівка Кіровоградська область. Загинув на Донеччині.[5]
- Врадій Едуард — 24.01.1974 р.н., м. Кропивницький.[6]
- Нечипорук Володимир — солдат. 1986 р.н., с. Коритне. Загинув на Донеччині.[7]
- Сахно Микола Олександрович — молодший лейтенант. 26 років. Загинув на Донеччині.[8]
- Сосновський Олександр — матрос, морська піхота. 05.04.1986  р.н., м. Кропивницький.[9]
- Москівець Олександр — 1983 р.н., с. Хрещате. Загинув на Донеччині.[10]
- Пількевич Віталій — 13-та бригада оперативного призначення «Хартія» НГУ. 11.05.1982, м. Львів.[11]

### 2 грудня
- Дубровський Денис — головний сержант ДПСУ, Білгород-Дністровський прикордонний загін. 36 років. Загинув внаслідок ДТП в Одеській області.[12]
- Єрченко Сергій Анатолійович — молодший сержант. 21.09.1981 р.н. Загинув на Донеччині.[13]
- Шерстюк Дмитро — солдат. 38 років. Загинув при виконанні військового обов'язку.[14]
- Дейнека Сергій Петрович — стрілець штурмової роти. 04.04.1991 р.н., с. Козельщина.[15]
- Забуга Сергій Миколайович — старший лейтенант. 1965 р.н.[16]
- Настасієнко Олег Олександрович — 20.11.1990 р.н., с. Підгайці. Загинув на Харківщині.[17]
- Лахаузов Артур Сергійович — 27.07.1990 р.н., с. Малосербуловка. Загинув на Харківщині.[17]
- Литвинов Володимир — молодший лейтенант. 35 років, Кременчук. Загинув на Донеччині.[18]
- Козирський Віктор — 47 ОМБр «Маґура». 11.08.1983, м. Львів.[19]
- Мелофон Юрій — 35 ОБрМП. 39 років, диджей, автор лейблу Moon Records.[20][21]
- Петрів Андрій — Молодший сержант, в/ч А4110. 29 червня 1993, с. Гвіздівці. Загинув на Донеччині.[22][23][24][25]
- Лихошерстов Іван («Д'артаньян»)— солдат, 1 ШБ, 3 ОШБр. 14 грудня 2003, м. Харків. Загинув на Луганщині у селі Новоєгорівка Сватівського району. [26]

### 3 грудня
- Бунько Володимир Дмитрович — стрілець-помічник гранатометника, в/ч А0372. 28 липня 1983, с. Чернятин Івано-Франківської області. Загинув поблизу села Миколаєво-Дар'їно Курської області.[27]
- Кордонський Андрій — солдат, гранатометник. 25.10.1987 р.н, с. Тростянець. Загинув внаслідок ворожого обстрілу в селі Першотравневе на Харківщині.[28]
- Кримський Володимир Олександрович — гранатометник. 06.02.1980 р.н., м. Каховка. Загинув на Куп'янському напрямку.[29]
- Троцюк Юрій — 47 років, с. Тесів. Загинув в Курській області.[30]
- Фролов Михайло — 1980 р.н., м. Нововолинськ. Загинув у Харківській області.[31]
- Ткаченко Олександр — 07.04.1986 р.н., с. Нові Боровичі.[32]
- Болдирєв Сергій — 11 ОМПБ. 30.09.1975 р.н., м. Бершадь. Загинув на Донеччині внаслідок підриву на міні.[33]
- Грушка Володимир Васильович — 95 ОДШБр. 1988. Загинув поблизу н.п. Мала Локня Суджанського р-ну Курської області.[34]
- Воробець Володимир — в/ч А4979. 11.09.1986, м. Львів.[35]
- Мельник Роман — 40 років, с. Кровинка. Загинув поблизу населеного пункту Погребки, Курська область.[36]
- Тімонов Сергій — командир взводу, 79 ОДШБр. Загинув на Донеччині.[37]
- Павленко Андрій — с. Давидів. Загинув на Донеччині.[38]

### 4 грудня
- Бойчук Віталій — розвідник, 95 ОДШБр. 28 березня 1999, с. Королівка Тлумацької громади. Загинув в Курській області.[39]
- Шаповал Максим Володимирович — 04.08.1995 р.н.. Загинув в Курській області.[40]
- Акіменко Ярослав Анатолійович — підполковник. 26.10.1979 р.н., м. Умань.[41]
- Черниш Павло Васильович — головний сержант, НГУ. 26.05.1969 р.н., м. Кременчук. Загинув на Донеччині.[42]
- Тростянчук Дмитро — сержант. 1991 р.н.. загинув на Донеччині.[7]
- Мисливчук Андрій Володимирович — 1988 р.н., с. Брани. Загинув поблизу села Мартинівка Курської області.[43]
- Кузняк Андрій («Еней») — 37 ОБрМП. 31.12.1979, м. Львів.[44]
- Ничка Іван — 115 ОМБр. 9.07.1991, с. Великі Глібовичі.[45]
- Малакчі Володимир Іванович — солдат. с. Табаки.[46]
- Манус Іван — 419-й окремий стрілецький батальйон 42 ОМБр. 17.01.1979, м. Львів.[47]
- Лоза Андрій — 425 ОШБ «Скала». 20.09.1982, м. Львів.[19]
- Дергун Олег — 5 грудня 1974, м. Кам'янське. Помер в лікарні міста Чернігів.[48]
- Десятник Максим — Загинув біля села Піщане Сумської області.[49][50]
- Пухальський Іван Антонович («Апач») — мінометник 47 ОМБр. 3 червня 2001, Звягельська гроамада. Загинув поблизу с. Леонідово в Курській області.[51][52]

### 5 грудня
- Шарамайлюк Василь Ігорович — стрілець-номер обслуги. 1977. Поранений 28 листопада 2024, помер в госпіталі.[53]
- Зеленський Артур Ришардович — ОПБр. 03.03.1976 р.н., м. Борислав. Загинув поблизу Торецька Донецької області.[54]
- Петрина Сергій — старший лейтенант. 12.10.1976 р.н.. Помер через проблеми з серцем.[55]
- Каплуновський Максим Сергійович — сержант, 25 ОПДБр. 1987 р.н.[56]
- Моклович Святослав Ігорович — 19 січня 1980, м. Івано-Франківськ.[57]
- Таратула Володимир — стрілець-помічник, в/ч А0501. с. Братковичі. Загинув поблизу населеного пункту Камишевка на Курщині.[58]
- Беновський Микола Іванович — Загинув поблизу населеного пункту Переїзне.[59]

### 6 грудня
- Кучеренко Володимир Вікторович («Борис») — командир екіпажу пілотів FPV, 414-та окрема бригада безпілотних авіаційних систем «Птахи Мадяра». 28.12.1977, м. Олександрія.[60]
- Таліков Олександр — 31 рік, м. Володимир. Загинув в Запоріжжі внаслідок ворожого ракетного обстрілу.[61]
- Станєв Олександр — 59 ОМПБр. 14.02.1994 р.н., м. Бахмут. Загинув поблизу Новотроїцького Донецької області.[62]
- Михалко Дмитро — 21 ОБСП, ОПБр. 19.01.1975, м. Павлоград.[63]

### 7 грудня
- Кравченко Сергій Володимирович («Емір») — капітан, командир роти, 151 ОБТрО 117 ОБрТрО. 1981 р.н.. Загинув на Харківщині.[16]
- Корицький Ігор Валерійович — 51 рік. Загинув на Харківщині.[64]
- Химочка Сергій Павлович — старший солдат. 01.12.1983 р.н., м. Миргород.[65]
- Агєєв Сергій Ігорович — начальник розвідки стрілецького батальйону. 25.01.1987 р.н.. Загинув на Донеччині.[66]
- Залісний Валентин — штаб-сержант. 06.05.1970 р.н.,с. Івашківці. Загинув на Донеччині.[67]
- Ковалевський Сергій Васильович — 04.07.1995 р.н.. Загинув на Донеччині.[68]
- Корж Валерій — старший сержант. 21.08.1996 р.н., м. Чернігів. Загинув на Харківщині.[69]
- Фоменко Павло — Старший навідник 41 ОМБр. 19.04.1988, м. Авдіївка. Проходив службу на Сумщині і Курщині.[70]
- Орлик Олег — майор, 27 прикордонний загін. 51 рік.[71]
- Процко Микола Віталійович — 129-й окремий батальйон ТрО, 112-ї бригади. Загинув внаслідок удару FPV-дрону.[72]

### 8 грудня
- Дідик Василь — старший стрілець-оператор, 76 батальйон, 102 ОБрТрО. 12 липня 1970, с. Білі Ослави. Загинув поблизу села Дорожнянка Пологівського району Запорізької області.[73]
- Риковський Володимир Ярославович — 49 років, с. Рованці. Загинув в районі села Погребки Курської області.[74]
- Готра Сергій — матрос. 49 років, Івано-Франківська область. Помер в госпіталі від отриманих поранень на Курщині.[75]
- Макарчук Василь Васильович — солдат, луганський прикордонний загін ДПСУ. 08.08.1973 р.н., с. Майдан Житомирська обл. Загинув в районі села Курдюмівка Донецької області.[76]
- Григорчук Роман — 66 ОМБр. м. Коломия. Загинув на Луганщині.[77]
- Синіговський Роман — солдат, 66 ОМБр. 34 роки, м. Тисмениця. Загинув на Луганщині.[78]
- Корень Руслан — солдат. 10.04.1996, с. Березна. Загинув на Донеччині.[79]
- Метик Андрій — 59 ОМПБр. 5.12.1990, м. Львів.[80]

### 9 грудня
- Перев'язко Олександр — 50 років. Загинув на Донеччині.[81]
- Лук'яненко Олексій — стрілець-снайпер. 48 років. Загинув на Донеччині.[82]
- Бойчук Павло — 128 ОГШБр. 13.07.1992 р.н.. Загинув на Запоріжжі.[83]
- Глоба Олександр Григорович — солдат, 87 ОАеБ. 23 лютого 1983 р.н., Макарів.[84]
- Сорока Андрій — в/ч А5011 ЗСУ. 29.03.1976, м. Львів.[85]
- Кравчук Артур — 16.03.1984 р.н., Вінницька область. Загинув на Курщині.[86]
- Ткаченко Сергій — 12.02.1990 ,с. Красилівка.[79]
- Стень Іван («Вуйко») — 68 ОЄБр. с. Шкло. Помер в лікарні від поранень.[87]
- Диришев Сергій — 59 ОМПБр. 18.08.1972, м. Львів.[80]
- Костецький Валерій — 01.12.1996 р.н., м Чоп. Загинув на Донеччині.[71]

### 10 грудня
- Пацкан Віктор — старший солдат, 128 ОГШБР. 54 роки, м. Іршава. Помер в клінічному центрі в місті Дніпро.[88]
- Йовдій Михайло — 47 років. Загинув на Харківщині.[89]
- Сидоряк Дмитро — 46 років, с. Великий Бичків. Загинув на Донеччині.[90]
- Обуховський Роман — майор поліції, полк «Сафарі». 17.03.1982 р.н., с. Шевченки. Загинув на Донеччині.[91]
- Тимур Асіф Огли Алієв — 3 ОШБр. 11.05.1988, м. Львів.[11]
- Домашовець Михайло — в/ч А7013. с. Забір'я Рава-Руської громади. Загинув поблизу села Роботине .[58]
- Кривошей Артур — 21 рік, м. Павлоград. Загинув в Курській області.[48]
- Олішевський Віктор Володимирович — старший лейтенант, заступник командира роти. 58 років, м. Хмельницький. Загинув в Курській області.[92]
- Напирало Мирослав — 225 ОШБ. 23.12.1981, с. Острів Львівська область.[93]

### 11 грудня
- Житкевич Владислав Юрійович — Начальник відділення забезпечення. 27 років. м. Золочів. Загинув поблизу с. Підсереднє на Харківщині.[94][58]
- Романюк Дмитро Юрійович — 67 ОМБр. 3 серпня 1991, с. Старі Богородчани. Помер в обласній лікарні імені Мечникова у Дніпрі.[95]
- Букель Максим — 31 ОМБр. 42 роки, м. Біла Церква. Загинув на Донеччині.[96]
- Гуменюк Ігор — в/ч А4823, кулеметник стрілецького відділення. 28 років. Загинув внаслідок артилерійського обстрілу поблизу Макіївки Луганської області.[97]
- Дзіворонюк Петро Остапович — 151 ОМБр. 12 липня 1978, с. Чорнолізці. Загинув біля села Даченське Покровського району.[98]
- Дубовий Роман — солдат, гранатометник в/ч А0342, 63 ОМБр. 46 років. Помер в Одеській міській лікарні № 9.[99]
- Попик Юрій — 1-ша окрема бригада імені князя Лева, ДССТ. 10.12.1990, с. Суховоля Львівської області.[100]

### 12 грудня
- Дупешко Микола Іванович — 19.07.1995 , с. Малий Кучурів. Загинув в Покровську Донецької області.[101]
- Боднар Василь — 103 ОБрТрО. 56 років, с. Заводське. Помер в клінічному центрі від поранень.[102]
- Батурин Богдан — м. Тернопіль. Загинув на Донеччині.[103]
- Тиліпський Віталій Романович — 155 ОМБр. 05.01.1987 р.н., м. Львів.[104]
- Мазанко Олексій — сержант. 36 років, м. Оріхів.[105]
- Кісільчак Диментій — аеророзвідка, 35 бригада. Високопілля, Херсонська область.[106]
- Десятник Сергій — с. Орлівське. Загинув біля населеного пункту Новоєгорівка Сватівського району.[49]
- Кутко Володимир — 35 років, с. Стриївка. Загинув в районі Часового Яру.[107]
- Набока Сергій — 3 ОШБр. 03.09.1990 р.н., с. Машеве. Загинув на Луганщині.[108]
- Могилюк Ігор Васильович — водій кулеметного взводу роти вогневої підтримки 24 ОМБр. 13.04.1996, м. Чортків. Загинув від артобстрілу в Донецькій області.[109]

### 13 грудня
- Баумкетнер Михайло Богданович — 03.08.1992 р.н., с. Ясениця-Сільна. Загинув біля села Широкий Яр на Харківщині.[110]
- Каменщик Михайло — Снігурівка. Загинув внаслідок атаки дрону.[111]
- Кравченко Віктор — Широківська громада. Загинув на Донеччині.[112]
- Некрасов Андрій — 53 роки, м. Маріпуоль. Загинув у бою поблизу населеного пункту Новосілка на Донеччині.[48]
- Кондратенко Микола Григорович — сержант, 57 ОМПБр. м. Гадяч.[113][114]

### 14 грудня
- Ткаченко Яків Михайлович — 3 ОШБр. 02.02.1979 р.н.[115]
- Льотчик (ім'я невідоме) — 299 БрТа.[116]
- Гутак Іван — 10 ОГШБр. 42 роки. Помер під час лікування поранень.[97]

### 15 грудня
- Ремез Сергій — 06.12.1986 р.н., Козелець. Загинув на Курщині.[117]
- Сало Сергій — 226 ОБ ТрО. с. Свинарі. Загинув в районі села Стариця.[118]
- Лічний Юрій — лейтенант, 10 ОГШБр. 1996 р.н.. Загинув на Харківщині внаслідок атаки FPV-дрона.[119]
- Захаров Сергій — 100 ОМБр. 1983 р.н., с. Облапи. Загинув у місті Торецьк Донецької області.[120]
- Марчій Андрій — с. Шманьківчики. Загинув на Луганщині.[121]
- Ославський Роман Степанович — 24 ОМБр. 28.02.1984, м. Львів.[104]
- Петрик Олександр Миколайович — 68 ОЄБр. 29 квітня 1979, с. Житники. Помер в лікарні імені Мечникова в Дніпрі.[122]
- Гавришко Ярослав — Оператор протитанкових ракетних комплексів. 1989, с. Горохолина. Загинув біля села Верхньокам'янське.[123]
- Демкович Олег — 01.03.1986 р.н.. Загинув поблизу села Погребки Курської області.[124]
- Кирилюк Артур Валерійович — ДПСУ. 20.08.1986 р.н., м. Фастів. Загинув на Харківщині.[125]
- Канаш Василь — м. Ужгород.[71]
- Гречка Сергій Григорович — 42 роки. Загинув на Донеччині.[126]
- Міщенко Сергій («Батя») — 35 ОБрМП. 48 років, с. Холодна Балка. Загинув поблизу села Ясенове на Донеччині [127]

### 16 грудня
- Микита Станіслав — 102 ОБрТрО. 20 років, м. Івано-Франківськ. Загинув на Запоріжжі.[128]
- Деак Жолт Йожефович — Закарпаття. Загинув під час виконання бойового завдання.[129]
- Данилюк Дмитро — 109 ОГШБ 10 ОГШБр. 39 років, с. Черніїв. Загинув на Донеччині.[130]
- Салій Сергій — сержант. 49 років, Львівська область. Загинув на Донеччині.[131]
- Романяк Роман — 38 ОБрМП. 21.06.1990, м. Львів.[80]
- Радченко Вадим — лейтенант поліції. Помер в лікарні Дніпра від поранень отриманих від обстрілу в місті Дружківка.[48]
- Босюк Роман Миколайович — 25.07.1982, м. Луцьк. Загинув біля села Руське Порічне Курської області.[132]
- Андреїв Іван — 80 ОДШБр.11.01.1973, с. Ясенівці, Львівська область.[100]
- Ситник Віктор Володимирович — Молодший сержант, 66 ОМБр. с. Тупичів. Загинув на Луганщині.[133]

### 17 грудня
- Мельник Андрій («Вікінг») — 24 ОМБр. м. Тернопіль.[134]
- Ковальчук Орест — 27.03.1973, с. Волове. Загинув в селі Погребки Курської області.[135]
- Баран Іван — 1971, с. Хотешів. Загинув на Харківщині.[136]
- Василенко Олександр — 10.07.2001 р.н.. Загинув на Запоріжжі.[137]
- Семчишин Ярослав — 36 ОБрМП. 2.12.1980, с. Вербів Тернопільська область.[100]
- Андрушків Юрій — в/ч А5001. 44 роки, Борислав. Загинув на Донеччині.[138]
- Федуна Юрій — 47 років, с. Сатиїв. Загинув на Донеччині.[139]
- Морков Іван — 36 років. с. Бритівка. Загинув на Курщині.[140]
- Пилип Віталій — навідник танкового взводу.[71]
- Єрохін Микола — 51 рік, с. Сергіївка. Загинув поблизу Часового Яру.[141]

### 18 грудня
- Банах Тарас — 74 батальйон, 102 ОБрТрО. 5 січня 1981, с. Підлужжя, Івано-Франківська область. Загинув від скиду дрону.[142]
- Гайдей Тарас Омелянович — 19 серпня 1994, м. Зіньків Полтавської області.[143][144][145]
- Хавлук Сергій — майор поліції. Загинув від удару безпілотника.[146]
- Цьмух В'ячеслав — Т0410. 1998 р.н.. Загинув на Запоріжжі.[147]
- Пузанков Віктор — 1996 р.н..[137]
- Кальпета Руслан — головний сержант. 34 роки, с. Любеч. Загинув на Харківщині.[148]
- Гербич Валентин — 49 років, с. Воронів. Загинув на Донеччині.[139]
- Шоломицький Павло — 3 ОШБр. 30 років. Загинув на Луганщині.[149]
- Андросович Андрій («Оператор») — оператор БПЛА. 26 жовтня 1985, м. Жовті Води. Помер в шпиталі від тяжкого поранення отриманого в Сумській області.[150]
- Чижик Максим Олегович — солдат, стрілець штурмового взводу. Загинув в районі села Новоандріївка Запорізької області.[151]

### 19 грудня
- Семенюк Михайло — розвідник. 6 вересня 1996, с. Красноїлля.[152]
- Борух Андрій — матрос, механік-водій в/ч А4548. 28 років, с. Галузія. Загинув біля села Дачне Донецької області.[153]
- Чуй Віталій — с. Житані. Загинув біля села Дачне на Донеччині.[154]
- Музика Олександр Петрович — солдат. 1983, Волинь. Загинув в результаті авіаційного удару КАБ в Краматорську.[155]
- Риженков Василь — с. Обмачів.[156]
- Беззубенко Ілля Сергійович — 31.01.2002 р.н., м. Луцьк. Загинув в Краматорську.[157]
- Кривицький Петро Степанович — солдат. 27.09.1973 р.н.. Загинув в Краматорську.[157]
- Шумчук Павло Миколайович — солдат. 23.07.1992 р.н.. Загинув в Краматорську.[157]
- Кірдо Богдан Сергійович («Гетьман») — Бригада «Азов» НГУ. 26.7.1985, м. Київ.[158]
- Дроздов Олександр («Дрозд») — Бригада «Азов» НГУ. 16.01.1988. Загинув біля Нью-Йорку.[159]
- Акуленко Анатолій — 27.01.1977 р.н., с. Шкробове.[148]
- Костишак Микола — в/ч А0372. с. Присліп. Загинув на Курщині.[160]
- Мельник Сергій — 155 ОМБр. 1.10.1997, м. Львів.[161]
- Поліщук Олександр Михайлович — 10 жовтня 1982, с. Великий Житин Рівненського району. Помер внаслідок численних поранень та після тривалого лікування у Харківській області [162]

### 20 грудня
- Жерж Руслан Миколайович — старший лейтенант. 34 роки, с. Лучиці. Загинув на Луганщині.[163]
- Сакун Денис Валерійович — майор. 1984 р.н., Луганська область.[164][165]
- Москалець Костянтин — старший солдат. 29.07.1993 р.н., м. Мена. Загинув на Курщині.[108]
- Кириченко Дмитро — 16.11.1994 р.н., м. Рівне. Загинув на Запоріжжі.[166]
- Шкорина Валентин — сержант. 30.11.1982 р.н., м. Полтава. Помер внаслідок хвороби.[167]
- Грицай Валерій — старший сержант. 08.04.1966 р.н.. Помер в лікарні міста Івано-франківськ.[168]
- Колишкін Руслан — штаб-сержант. 46 років. Помер у Львівській області.[169]
- Войтко Павло Борисович — солдат. 27.06.1995 р.н.. Загинув на Курщині.[170]
- Яцків Валерій — солдат, А0281. с. Велика Лінина. Загинув на Курщині.[38]
- Джемуратов Олександр — 06.09.1985 р.н., с. Колісники.[171]
- Омельченко Роман Олексійович — 79 ОДШБр, гранатометник. Загинув у районі села Костянтинопольське Покровського району Донецької області.[72]
- Огли Микола — 10 ОГШБр. Загинув на Донеччині.[172]
- Ткачівський Василь Григорович — молодший сержант, гранатометник, 128 ОГШБр. 1977, с. Вікторів. Загинув під час мінометного обстрілу поблизу села Новоандріївка Пологівського району Запорізької області.[173]

### 21 грудня
- Земляков Артем Геннадійович — старший солдат, А-1126. 29 років, Запорізька область. Загинув на Донеччині.[174]
- Томчук Максим Володимирович — молодший сержант, 77 ОАеМБр. 22 роки, с. Малинівка. Загинув на Харківщині.[175]
- Саєнко Давид — сержант, 66 ОМБр. с. Олешки.[107]
- Кожушко Василь Іванович — 23.12.1999 р.н., смт Магерів. Загинув на Луганщині внаслідок атаки дрону.[176]
- Кухта Ігор — 5 ОТБр. 21.01.1974, с. Гутисько-Тур'янське.[70]
- Власов Сергій Володимирович — підполковник. 27.08.1974 р.н.. Помер в Полтаві внаслідок хвороби.[168]
- Єфременко Роман — солдат. 37 років, с. Врубівка. Помер внаслідок хвороби.[139]
- Бречко Микола — 1972 р.н., с. Клевань. Загинув на Курщині.[139]
- Лешко Михайло — солдат. 1985 р.н., с. Широке.[177]
- Федорчук Юрій — 54 роки, м. Житомир. Загинув під час виконання бойового завдання.[178]
- Козар Роман — в/ч А2582. 40 років, с. Дубина. Загинув поблизу Вовчанська на Харківщині.[160]
- Мосійчук Олександр Васильович — 16.06.1994 р.н., м. Житомир [179]
- Заболотній Костянтин («Морган») — капітан, заступник командира роти, 28 ОМБр. 43 роки, м. Кривий Ріг. Загинув в селі Малі Щербаки на Запоріжжі [180][181]
- Бондаренко Анатолій — 31 рік. Загинув на Курщині [182]
- Саєнко Давид («Java») — 26 років, м. Олешки. 66 ОМБр. Загинув біля села Новолюбівка на Луганщині [183]
- Павленко Сергій Васильович («Піксель») — пілот БПЛА, 80 ОДШБр. 14.5.2002, м. Дунаївці. Загинув біля села Руське Порічне в Курській області
- Луцик Петро Васильович — молодший сержант. 9.7.2001, с. Кривчики. Загинув в районі Григорівки Донецької області [184]

### 22 грудня
- Квич Руслан Ступанович — солдат, А4594. 22.10.1979, с. Нижня Яблунька.[138][185]
- Магеровський Василь — в/ч А4053. 40 років, м. Золочів. Загинув на Донеччині.[138]
- Оксенюк Дмитро — 06.06.1996 с. Бриків. Помер у госпіталі.[166]
- Каргапольцев Сергій Миколайович — старший лейтенант. 20.04.1968 р.н.. Помер в лікарні міста Києва.[186]
- Веремчук Олександр — 1986 р.н., с. Кухітська Воля. Загинув на Запоріжжі.[139]
- Шпак Володимир — молодший сержант, А4674. с. Надиби. Загинув на Запоріжжі.[187]
- Корчига Владислав Валерійович — 1999 р.н., Волинська область. Загинув на Луганщині.[188]
- Шомко Сергій Михайлович «Шаміль» — солдат, 05.03.1983 р.н., селище Ємільчине. Загинув в Курській області.[189]
- Мединський Богдан — 23 роки, м. Хмельницький.[190]
- Коверга Сергій Олександрович — 24 роки, сержант 93 ОМБр, с. Митниця, Васильківської МТГ.[191]
- Дорошенко Василь Андрійович — сержант, начальник взводу матеріально-технічного забезпечення 10 ОГШБр. 28 травня 1990, с. Заланів. З 2014 року був учасником АТО/ООС. Помер неподалік Слов’янська Донецької області [192]

### 23 грудня
- Зуєв Сергій — 31 рік, м. Олександрія.[193]
- Фірманюк Микола — 1987 р.н., с. Біла. Загинув на Луганщині.[107]
- Дмитрієв Віктор — старший сержант. 06.01.1977 р.н., м Рівне. Загинув на Донеччині внаслідок підриву міни.[166]
- Феськов Микола Анатолійович — матрос. 19.12.1997 р.н., м. Рівне. Загинув на Донеччині.[170]
- Федорович Віктор («Федя») — 42 роки, м. Ковель. Загинув на Донеччині.[38]
- Мороз Тарас — 80 ОДШБр. 39 років. Помер в військовому госпіталі на Вінниччині.[38]
- Кондюх Володимир — ДПСУ. 46 років, с. Батятичі. Загинув на Курщині.[187]
- Лобожинський Микола — штаб-сержант, А4123. Загинув поблизу села Погребки Курської області.[160]
- Дюденко Володимир — 06.09.1978 р.н., с. Чорногородка. Помер від отриманих травм.[194]
- Александров Андрій — 08.10.1984 р.н., с. Сухополова.[171]
- Андрущак Віктор — 95 ОДШБр. 44 роки. Загинув на Сумщині.[195]
- Бобриков Данило Віталійович («Харві»)  — Бригада «Азов» НГУ. 2 грудня 2001[196]
- Новохатній Сергій Андрійович  — 50 років, м. Васильків. Загинув на Донеччині.[197]

### 24 грудня
- Шулепа Анатолій Анатолійович — солдат. 1998 р.н., с. Попельники. Загинув на Запоріжжі.[198]
- Левицький Андрій Олегович — сапер. 37 років, с. Красносільці. Загинув на Херсонщині.[107]
- Кравець Святослав Ярославович — 107 ОБрТрО, 47 років. Загинув на Курщині.[199][200]
- Поліщук Андрій Вікторович — солдат. 06.12.1989 р.н., м. Рівне. Загинув на Донеччині.[170]
- Дяконович Дмитро Ілліч — 04.10.1994 р.н..[201]
- Пушкар Олег — старший лейтенант, А3719. Помер в реанімації.[38]
- Гацько Михайло — командир, відділення, A5001. Загинув поблизу села Шевченко Донецької області.[160]
- Крижановський Олексій — 38 років. Загинув в Часовому Ярі Донецької області.[202]
- Кашуба Роман — 18-та Слов'янська бригада НГУ. 21.11.1980, м. Львів.[203]
- Курінний Олександр — 27 червня 1982, м. Кривий Ріг. Загинув у Макіївці Сватівського району Луганської області.[204]

### 25 грудня
- Чорний Микола — солдат. 15.12.1990 р.н., м. Бурштин. Загинув в районі села Піщане Донецької області.[205]
- Білоган Роман — м. Стрий.[138]
- Іванищук Володимир — 425 ОШБ «Скала». Загинув на Донеччині.[206]
- Колодніцький Денис Валерійович — 02.10.1985 р.н., м. Житомир. Помер внаслідок хвороби.[207]
- Пилипчук Сергій Сергійович — 01.04.1999 р.н., с. Воронівці. Загинув на Луганщині.[208]
- Крук Олександр Ярославович — капітан поліції, ОШБр «Лють». 25.12.1972 р.н.. Загинув в Торецьку Донецької області.[209]
- Леспух Віталій — 43 роки. Загинув на Запоріжжі.[210]
- Покотило Володимир — в/ч А4862. 39 років, м. Кривий Ріг. Загинув на Донеччині.[211]
- Платонов Едгар — Інтернаціональний легіон. 1983, м. Рига. Загинув в районі Новоєгорівки Луганської області.[212]

### 26 грудня
- Дяченко Сергій Олексійович — 17.03.1975 р.н.. Загинув на Харківщині.[213]
- Ющишин Василь — 105 ОБрТрО. 30 років. Загинув у селі Олександрівка Сумської області.[214]
- Самарук Максим — 2001 р.н., с. Зоря. Загинув на Донеччині.[139]
- Мельничук Андрій — солдат. 27 років, с. Бубнівка. Загинув на Луганщині.[139]
- Довгаль Микола Олексійович — солдат. 33 роки, с. Березова Лука. Загинув на Донеччині.[215]
- Гуцул Мирослав — 67 ОМБр. 11.12.1974 р.н., с. Виноград. Загинув поблизу села Погребки Курської області.[216]
- Крицький Володимир Тарасович («Ведмідь») — сержант, 77 ОБТрО, 102 ОБрТрО. 15.7.1995, с. Торговиця. Загинув поблизу села Зелений Гай на Запоріжжі.[217]
- Савчук Петро Іванович — 05.06.1982 р.н., с. Дубівці. Загинув на Донеччині.[218]
- Шайхутдінов Денис — молодший лейтенант. 38 років, м. Марганець. Загинув у селі Гуєво Курської області.[219][220]

### 27 грудня
- Процик Віталій — м. Тернопіль. загинув у Курській області.[221]
- Рудий Михайло Михайлович — солдат. 13.02.1989 р.н.. Загинув у Покровську Донецької області.[222][223]
- Кізим Сергій — 07.11.1974 р.н. Загинув на Донеччині.[224]
- Ковальчук Олександр Анатолійович — 01.04.1986 р.н., с. Попівка. Загинув на Донеччині.[225]
- Вельгус Володимир — 34 роки, с. Мислині. Загинув на Донеччині.[202]
- Галягін Євгеній — сержант, ДПСУ. 25.07.1996 р.н., м. Рівне. Загинув на Донеччині.[226]
- Король Ігор («Мольфар»/«Граф») — 68 ОЄБр. 48 років. селище Дашава Стрийської громади. Загинув біля села Зелене Донецької області.[227]
- Горошко Сергій Юрійович — 1985 р.н., с. Козацьке. Загинув в районі села Верхньокам'янське Донецької області.[228]

### 28 грудня
- Білоус Павло — сержант. с. Острожець. Помер на Запоріжжі.[139]
- Шевчук Артем Олександрович — сержант, ДПСУ. 2002 р.н., с. Вощатин.[229]
- Червоняк Михайло — солдат. 1983 р.н., м. Калуш. Загинув на Донеччині.[230]
- Кушнерик Володимир Миколайович — головний сержант. 1975 р.н., с. Люб'язь. Загинув на Харківщині.[231]
- Пастушенко Андрій — солдат. 59 років. Помер в Київському госпіталі.[232]
- Коваль Роман — 26 років, с. Томашківці. Загинув на Донеччині.[233]
- Паляниця Олег — загинув поблизу села Погребки Курської області.[234]
- Васяк Микола — молодший сержант. 53 роки, с. Мелені.[235]
- Колодій Роман — 125 ОБрТрО. 14.08.1991, м. Львів.[203]
- Семенюк Олександр — солдат. Загинув на Харківщині.[236]
- Вовк Антон — молодший сержант, 95 ОДШБр.[237]
- Дриг Любомир — 14.02.1983 р.н., м. Ужгород. Загинув на Донеччині.[238]
- Дідоха Сергій Зіновійович — 4-й окремий стрілецький батальйон, 42 ОМБр. 6 червня 1987, м. Долина.[239]
- Валило Юрій Васильович — сержант, 109-й батальйон, 10 ОГШБр. с. Підпечери.[240]
- Литвинов Віталій — командир мінометного взводу, ССО. Загинув в районі населеного пункту Попівка Охтирського району Сумської області.[241]
- Валило Юрій Васильович — оператор РЕБ, 109 ОГШБ, 10 ОГШБр. 15 квітня 1978. Поранений поблизу селища Виїмка Бахмутського району Донецької області.[242]
- Смоляк Назарій Ігорович («Смола») — 1 березня 1999, с. Лучка [243][244]

### 29 грудня
- Дмитровський Роман — в/ч А4051. 20.09.1991 р.н., с. Оболоння. Загинув в районі Торецька Донецької області.[216]
- Селецький Олександр Миколайович — полковник. 25.09.1970 р.н., Херсонська область.[245]
- Чесноков Тарас — водій мінометної групи. 33 роки, с. Берлин Золочівського району. Загинув на Донеччині.[227]
- Шеремет Мирослав — 24 ОМБр. 25 років, с. Деревня. Загинув в Часовому Ярі Донецької області.[246][247]
- Гліна Микола — солдат. 48 років. Загинув в районі Часового Яру Донецької області.[248]
- Ференс Василь — гранатометник штурмового відділення. м. Радехів. Загинув в Курській області.[249]
- Пицків Богдан Васильович — стрілець-помічник гратометника, 2-й штурмовий батальйон 92 ОШБр. 16 серпня 2001, с. Слобода-Рівнянська. Загинув поблизу села Глибоке на Харківщині.[250]
- Булденко Андрій — ДПСУ. 03.09.1982 р.н., с. Кучинівка.[238]
- Щетінін Олександр — 57 ОМПБр. 23.11.1982, м. Львів.[251]
- Терещенко Микола — молодший сержант. Загинув на Запоріжжі внаслідок атаки дрону.[252]
- Лукач Роман — 65 ОМБр «Великий луг». 18.12.1993, с. Великі Дідушичі.[253]
- Степуренко Андрій Миколайович — 32 роки, с. Єгорівка [254]

### 30 грудня
- Вінце Степан — молодший сержант. 56 років. с. Велика Копаня. Помер в лікарні міста Дніпро.[255]
- Кушнір Степан — старший сержант, в/ч А4054. 05.10.1972 р.н., с. Добрівляни. Загинув на Донеччині, с. Торське.[256][249]
- Коцарь Вадим — 24 роки, с. Бабичеве.[257]
- Павлище Назар — 225 ОШБ. 20.04.1992, м. Дубляни.[258]
- Столяр Олександр Миколайович — 1993 р.н., м. Житомир. Загинув виконуючи бойове завдання в районі с. Новостепанівка, Куп'янського району Харківської області.[259]
- Боровий Олександр Вікторович — молодший лейтенант, командир стрілецького відділення. 36 роківі, м. Самар. Загинув біля населеного пункту Роздольне у Донецькій області.[260]

### 31 грудня
- Дзяпко Василь — м. Хуст. Загинув на Сумщині.[261]
- Чернецький Володимир — 27.07.1996, с. Герасимів. 22 листопада був поранений біля Покровська. Помер в Одесі в лікарні.[262]
- Саманчук Андрій Ярославович («Говерла») — 5 ОВМБр. 1997, с. Спас. Поранений у вересні 2024 року біля с. Максимільянівка. Помер в лікарні в Києві.[263][264]
- Суручану Павло — стрілець-снайпер, ДШВ. 1998, м. Калуш.[265]
- Шабалін Артур Ярославович («Арчі») — 23.06.1986 р.н., м. Докучаєвськ. Помер на фронті від серцевої недостатності.[266]
- Сабадаш Тарас Іванович — 80 ОДШБр. 2.04.1976, м. Львів.[267]
- Мицік Борис — Нова Водолага. Загинув на Донеччині.[268]
- Джунь Василь Іванович — 2 жовтня 1973, с. Долинівка.[269]
- Хатунцев Андрій — 47 років. Кандидат технічних наук, інженер-математик. Загинув на Запорізькому напрямку.[270][271]
- Карпов Микола Костянтинович — 41 рік, майор (посмертно), загинув на чергуванні під час ракетного обстрілу аеродрому 40 ОБрТА.[272]